# Itacaré (ort)
Itacaré är en ort i Brasilien.   Den ligger i kommunen Itacaré och delstaten Bahia, i den östra delen av landet, 1 000 km öster om huvudstaden Brasília. Itacaré ligger 23 meter över havet och antalet invånare är 12 484.
Terrängen runt Itacaré är platt. Havet är nära Itacaré österut. Itacaré är det största samhället i trakten.